# 거북선
거북선 또는 귀선(龜船, Geobukseon, turtle ship)은 조선 시대의 군함이다. 거북선은 판옥선을 기본으로 하여 판옥선의 갑판 위 외형 전체에 뚜껑을 씌운 뒤 나무판으로 덮은 배다. 주로 나무판이 아니라 철갑이라고 생각하는 사람이 많지만 비용적인 문제나 바닷물에 녹슬기 쉬운 것을 감안할 경우 나무판이라는 것이 훨씬 설득력 있고, 임진왜란 당시 일본배는 매우 얇아 삼나무 목재선을 사용하여도 전투에 문제가 없었다. 또한 이 나무판에는 적병이 선상에 뛰어오르자 못하도록 무수한 송곳과 칼을 꽂았다. 선수부에는 용머리 모양의 충각 겸 포문을 만들어 그 곳에서 전면부로 화포를 쏘게 했고 선미부에는 거북이 꼬리를 세우고 역시 화포를 설치하였다. 결국 거북선은 완전 무장으로 승조원을 보호한 채 안전한 곳에서 앞뒤와 선체 측면의 포문으로 전후좌우 각각 6개씩 화포를 발사할 수 있었다.
조선 수군의 지휘관 이순신이 임진왜란 직전에 건조하여 임진왜란 중 사천 해전에서 첫 출전한 이래 칠천량 해전에서 패배하기 전까지 일본 수군과의 16전에서 16승을 하는데 크게 기여하여 일본 수군애게 공포의 대명사가 되었다. 조선왕조실록 등에서는 거북선을 한자로 귀선(龜船)으로 표기하고 있다. 임진왜란 이후 일본인들에게는 샤치호코(鯱, 상상의 동물)와 닮은 보쿠카이센 혹은 깃카이센, 기카이센(亀甲船)으로 불렸다는 설이 있다. 1597년 음력 7월 16일 새벽 칠천량 해전에서 일본군에 의해 모두 침몰되었다. 임진왜란 이후에도 만들어졌으나, 임진왜란 당시와 비교해서 모양과 크기가 조금씩 변형되었다.
1973년 9월 대한민국에서는 500원권 지폐의 앞면에 이순신과 거북선을, 뒷면에는 현충사를 도안으로 만들어 쓰기도 하였다. 1966년 이후로 발행된 5원 동전 앞면에도 거북선이 도안되었다. 옥포대첩에는 나가지 않았다.

## 역사 기록
- 1415년(태종 15년) 조선왕조실록에서 거북선에 대한 기록이 처음 나온다.
- 1592년 조선 수군이 승리한 사천 해전, 당포 해전, 한산도 대첩에서는 거북선이 먼저 돌진하여 크고 작은 총통들을 쏘아대어 적의 배를 모조리 불살라버렸다고 한다.[6]
- 1595년에는 비변사에서 건의하기를 거북선이야말로 해전에서의 승리에 요긴한 것이고 적이 가장 꺼리는 것이라고 보고하며 경상도와 전라도의 방어를 위해 거북선의 제조를 서둘러야 한다고 건의하였다.[7] 거북선은 판옥선이 사수와 격군의 125명 정도를 수용하는 데 비해 적게 수용되기 때문에 주로 각 영에 1척씩 만을 배치하여 선봉으로 삼았다.
- 1606년(선조 39년)에는 이를 보충하기 위해서 판옥선과 거북선의 장점을 결합하여 칼과 창을 빽빽이 꽂아 만든 창선을 만들었는데 격군 42명이 저었으며 판옥선보다 훨씬 빨랐다.
- 1622년에는 광해군이 다시 거북선을 만들어 수군을 재정비하라는 명을 내리기도 했다.
- 1687년에는 기존 전선 3~4척을 개조하여 거북선으로 만드는 것과 임진왜란 때와 가능한 같이 만들어 크기가 커지는 것을 경계하도록 영의정 김수항이 건의했다.
- 1735년에는 별군직 윤필은이 이삼과 더불어 거북선을 개조하였는데 이 때는 3층 구조의 가장 위층에 설치된 방패를 탈착식으로 개조하고 선두에 곡목을 덧붙여 뾰족하여 풍랑을 뚫고 가기에 용이하게 만들었다. 이 때 그 모형을 내전에 가지고 와 선보였다고 한다.
- 또한 1751년의 기록에는 영남 균세사 박문수가 전선이 개조할 때마다 길어지고 커져서 운용하기 어렵다고 하였는데 그는 이순신의 기록에는 거북선 좌우에 각각 6개의 총구가 있으나 그 때는 8개가 있어 원래대로 줄일 것을 주장하였다.[6]
- 1808년 순조는 전 통제사 이당에게 거북선에 대해 묻고 이당이 대답하기를 ‘통영의 수군에 아직 거북선이 있으며 천 여명을 수용할 수 있고 노 없이 떠다닐 때는 마치 거북이 떠있는 듯한 모습이며 입과 코에서 연기가 나오는데 아직도 왜인들이 이를 보면 사람 잡는 기계라며 놀란다.’고 보고하였다.[6]
- 1867년 의정부에서 거북선의 재배치에 관한 정책을 건의하였다.
- 1990년 10월에는 서울특별시에서 한강 개조 사업의 일원과 더불어 호국정신 계승과 소년 교육을 목적으로 185t 규모로 거북선을 원형 그대로 복원하여 건조, 한강이촌동 거북선 나루터에 배치하였다. 기존 거북선 사양과 유사하나, 안에 창문을 달고 겉에는 가짜 대포를 위한 나무틀(낙창식 창문처럼 열 수는 없다.)을 단 것과 시속 15~20km로 달릴 수 있는 모터가 설치된 점이 다르다. 이것은 이촌동 거북선 나루에서 지난 2005년 11월까지 전시되어 있었다가, 이명박 서울특별시장 때 통영시에 기증하여 한강하구를 통과해 통영으로 운반하여 장소를 옮기고 민물에서 바닷물 전용으로 개조 되어 현재 통영에서 전시하고 있다.

## 기재되어있는 역사서
중국, 일본의 역사서에 기록 없음.
거북선의 기재에 관하여
한국
- 李舜臣行録（이순신 행동 기록）
- 忠武公戦書（李忠武公全書）충무 공식전 본
- 乱中雑録（乱中日記）
- 太宗実録（이름 만 등장）[8]

이순신（李舜臣）의 기재가 있는 역사서
한국
- 懲毖録（17세기, 류성룡）

중국
- "明史"朝鮮伝（1739년）

일본
- 征韓録（1671년）

## 구조와 성능

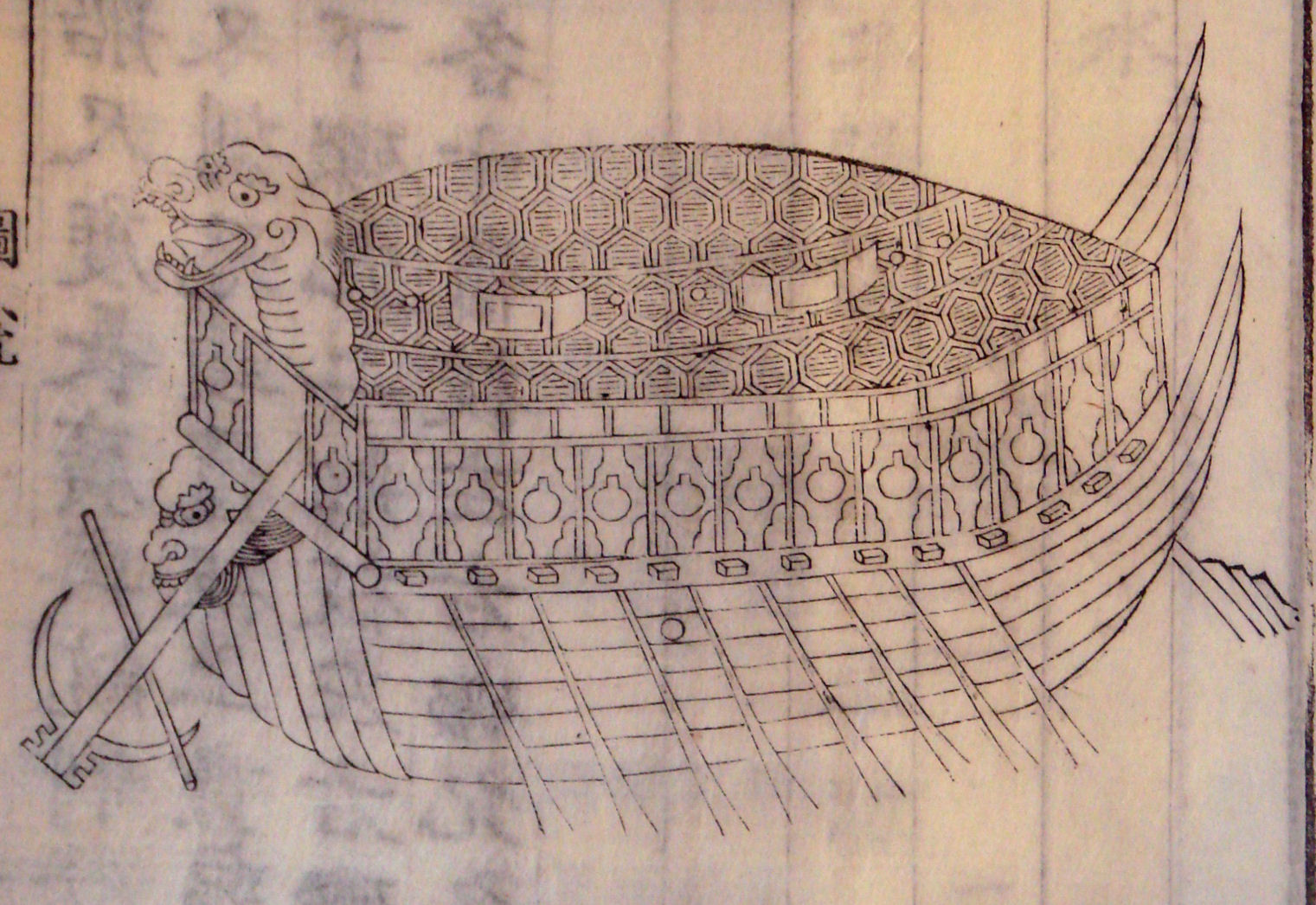
전라좌수영귀선.

거북선은 고려 때부터 있었던 것으로 추정되며 적함과 충돌하여 결정적인 해전의 승리를 이끌어내는 돌격선의 역할을 하는 견고한 함선이었다.
이분(李芬)의 〈이순신행록〉(李舜臣行錄)에 따르면, ‘위에는 판자를 덮고 그 위에 십자로 좁은 길을 내어 다닐 수 있게 하였고 나머지는 칼과 송곳을 총총히 꽂아서 사방으로 적이 기어올라 발 붙일 곳이 없었다. 앞에는 거북의 머리를 달았고 그 입에는 총 구멍을 만들고 뒤에는 거북의 꼬리를 달았다. 그 모양이 마치 거북의 모양과 같았으므로, 이름을 거북선(龜船)이라 하였다. 또한, 적에게 위압감을 주며 배를 숨길 수 있도록 거북 머리에서 유황을 태워 연기를 내었다는 기록을 충무공 이순신 장군님의 난중일기에서 볼 수 있다.
이후에 이순신이 임진왜란 전에 수군이 정비될 때 대대적으로 개조 되어 해전 시 막강한 돌격선의 역할을 한 것으로 보인다. 이순신의 《난중일기》에 따르면, 여수 앞바다에서 거북선이 진수한 것은 1592년(선조 25) 음력 3월 27일이요, 이에 장치한 지자포·현자포를 시사(試射)하여 거북선이 실전용으로 완성되기는 일본의 침공 단 하루 전인 음력 4월 12일이었다 한다. 임진왜란 때 사용했던 거북선은 본영귀선(本營龜船), 방답귀선(防踏龜船), 순천귀선(順天龜船) 3척 이었다.
그 밖에 다른 의견

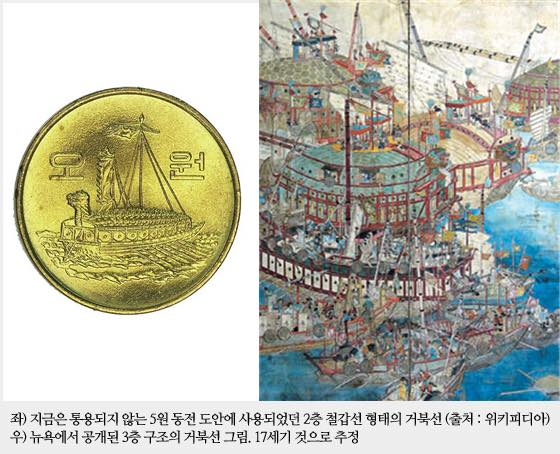

‘05년 기사에 따르면 "이 고서화는 뉴욕주 롱아일랜드 소재 서진무역 윤원영 사장이 메릴랜드에 거주하는 미국인 엘리자벳 마우리 여사로부터 지난해 1월 구입했으며, 16일 뉴욕한국일보를 통해 공개됐다. 평양 숭실학교 초대 교장을 역임한 선교사 데이빗 마우리의 손주 며느리인 마우리 여사에 따르면 이 고서화는 1867년 일본 니가타(新潟)현 인근 나가오카 성벽을 허물 때 처음 발견된 것으로 1970년 일본골동품반출협회의 허가를 받아 미국에 반입됐다. 재미 한국고미술연구가인 최영래씨는 "최근 조지아 대학에 의뢰해 방사선 탄소 연대 측정 결과, 이 그림이 그려진 연대가 최고 1640년대로 추정됐다.“며 “임진왜란(1592∼1595) 후 거북선 기지창을 직접 보고 그린 실경화로 보인다." 라고 했습니다 (05년 당시 뉴스 링크). 그리고 채색 부분은 그림을 그릴 때 사용했던 석채(광물성 물감)가 거북 머리, 방패 등 일부에 남아있고, 나머지는 일본에 건너간 뒤 덧칠한 듯 보인다는 정보가 있습니다. (중략)
(재미 기업인 윤원영씨가 2009년 7월 17일 공개한 300여년 전 거북선 고서화 속 그림)

### 규모
거북선은 본래 한쪽에 8문의 대포와 40명씩의 노군이 있는 약 100~150명이 승선하는 비교적 작은 배였다. 하지만 임진왜란 이후에는 대형화되어 2층에서 3층으로 확장되고 선체도 길어지는 경향이 생겨났으며, 기존의 배를 개량하여 제작된 경우도 있었다. 왜선에 비해 소재와 설계 면에서 우수하고 단단하여 돌격하여 충돌하는 전법과 함포 전법에 이용되었다. 윗 갑판을 덮고 칼과 창으로 방어하여 일본 수군의 특기이던 접근하여 승선한 후 백병전을 벌이는 전법이 통하지 않았다. 그 외 거북선을 이용하여 왜군의 지휘관을 사살하는 등 다양한 전술을 구사하는 것이 가능하였다. 임진왜란 이후에는 18세기 숙종 때 수군의 재정비 때 거북선이 새로 만들어졌다.

### 승선 인원
거북선 1척에는 약 150명이 승선하고 80~90명의 노군이 저었다.
- 선장 1명
- 좌·우 포도장(대대 작전과장급 장교) 각 1명
- 장령(오늘날의 소위~대위급 장교) 5~6명
- 선직(전함 수리공) 2명
- 무상(군악대) 2명
- 타공(조타수) 2명
- 요수(돛 관리) 2명
- 정수(닻 관리) 2명
- 사부(무기 관리) 14명
- 화포장(분대장) 8명
- 화포 포수 24명
- 노군 90명

### 연간 유지 비용
- 42필 34자 6치 (숙종 42년 10월 24일 비변사 등록의 기록)
- 초둔:50번, 진석:520립, 생마:50근, 생갈:50동, 유오:3부, 유강식:3근, 표자:7개

### 구조
구조는 선상(船上)을 대판(大板)으로 덮고 판상(板上)에는 좁은 십자로를 만들어 사람이 다닐 수 있도록 하고는 모두 송곳으로써 이를 덮어 사방에 발을 붙일 수 없게 하였다. 이물의 거북 머리와 고물의 거북 꼬리에는 총안을 만들어 대적 공격을 가능하게 하였으며 적을 만났을 때에는 곧 지붕을 덮고 송곳으로 에워싸서 선봉을 설 수 있게 하였다. 또 적선에 오르고자 할 때에는 송곳을 떼게 되었으며 적선에게 포위 당하면 일시에 발사할 수 있는 구조였다고 한다.
《충무공전서(忠武公全書)》. 귀선도안설(龜船圖按說)에 따르면 저판(底板)은 널판 10장을 이은 것으로 길이가 64자 8치, 뱃머리의 너비 12자, 배허리의 너비 14자 5치, 배꼬리의 너비 12자 6치이고, 좌우현의 판은 각각 널판 7장을 이은 것으로 높이 7자 5치, 맨 아래 널은 길이가 68자로 그 위의 널은 길이를 차례로 더하여 맨 위의 널은 길이가 113자에 두께가 4치였다고 하였다. 또 노판은 널 4장을 연이어 높이가 4자이고 유판(釉板)은 널 7장을 붙여 그 높이 7자 5치, 윗너비 14자 5치, 밑너비 10자 6치였다고 한다.
선체의 좌우에는 각각 22개의 포혈(砲穴)과 12개씩의 출입문이 있었다. 선내의 왼편 포판 위에는 함장실이 있고, 오른쪽 포판 위에는 장교실이 있으며 좌우 포판 아래에는 24개의 방을 두어 철물고·무기고·사병 휴게실 등으로 썼다. 배의 좌우에는 10개씩의 노가 있어 이것으로 운행하기 때문에 그 속력이 매우 빨랐다 한다.
내부는 2층 구조로 내부에는 대포가 있는 층과 노를 젓는 층으로 나뉘어 있다고 한다. 그리고 그 밑으로는 물이 찰 수 있는 창고가 있는데 이것은 물을 채우고 양수기로 물을 뺐을 것으로 보인다. 확실치 않으며 3층 구조로 되어 있다는 학설도 있다.

### 공격력
전후좌우로 화포가 설치되었고, 거북머리에도 화포가 설치되었다. 또한 배 아래쪽에 도깨비 모양을 한 충각전술용 돌기가 설치되었다. 이로써 거북선은 함대의 선두에서 적진을 돌파하는 돌격선 역할을 맡았다. 이러한 거북선의 역할은 현대전에서 전차의 역할에 비견할 수 있다.

### 방어력
거북선 지붕은 철못이나 칼을 박은 목갑으로 덮여 있었기 때문에 근접전에서 조총이나 화살 등의 무기를 막는 데 뛰어났다. 일본 군함에 비해 튼튼한 구조와 재질로 충돌 전법 시에도 충분히 버틸 수 있었다. 결론, 방어력이 높음.

### 기동성
대포가 설치된 선창의 아래층에는 노와 격군이 배치되었다. 격군은 노를 젓는 승무원을 가리키던 말이다. 보통 좌우 각각 10착(捉, 노의 단위)이 배치되고 1착의 노에 4명씩의 격군이 배치되고 사공(沙工)·무상(舞上)이 각각 1명씩 배치되어 82명이 한 조를 이루었다.(비변사 등록 인조 20년 3월 5일의 기록) 이 법제는 임진왜란 이후 계속 써 왔으며 배의 크기나 무게도 그리 변하지 않았다. 배 밑 부분은 평평한 형태인 평저형이기 때문에 한반도의 남해, 서해와 같은 조수 간만의 차가 심한 곳에서 기동하기에 알맞았으며 이동 중에도 급속으로 180도 회전이나 좌우측으로 방향 전환이 가능했다. 이 덕분에 학익진과 같은 다양한 해상의 기동 진법을 자유롭게 펼칠 수 있었다.

## 임진왜란 이후
거북선은 임진왜란 뒤에도 군제상 중요시되었다. 《만기요람》에 따라 거북선의 배치를 보면, 삼도통어사영(三道統禦使營)에 1, 경상좌수영(慶尙左水營) 1, 속진(屬鎭)에 2, 공충(公忠 : 충청) 수영에 1, 속진에 4, 전라좌수영 속진에 1, 우수영에 2, 속진에 5이었다.
거북선은 시대가 내려옴에 따라 그 모양이 변하여 용 머리는 거북 머리로 되고, 척도(尺度)도 일반적으로 장대해졌으며, 총안이나 노의 수가 늘고 그 복판도 귀갑의 무늬를 그리게 되었다.

## 거북선의 전함으로서 의미
거북선은 외판이 나무판으로 덮여 있어 적의 공격으로부터 아군의 승조원을 보호할 수 있었으며 또 뚜껑이 덮여 있어 백병전을 걱정하지 않아도 됨으로 돌격선으로서 적진에 투입되어 종횡무진 집중적으로 화포를 발사할 수 있었기에 조선 수군에 있어 초전에 적의 기선을 제압하는 의미가 있었다 하고, 이 배의 제작적 의미는 1413년 태종 13년에 고안된 것으로 1513년 중종 8년에 발명 되었던 선박에 창검을 꽂은 창선(槍船)과 1550년 명종 5년에 개발된 윤선(輪船)을 이순신이 개량한 것으로 이 거북선의 개량된 발전은 조선 초기부터 시작된 군선 개발에 대한 기나긴 노력의 결실 때문이라 했다.

## 복원
이충무공 전서와 옛 선박의 관련 기록을 참고로 하여 노산, 이은상 등 학계 전문가 16명의 고증을 받아 1980년 1월 31일에 해군 공창에서 복원하여 해군사관학교에서 전시 관리하던 것을 1999년 12월 31일에 이곳으로 옮겨 국민과 청소년들에게 이충무공의 호국정신과 창의 정신을 함양시키기 위해 호국의 성지인 남해 충렬사 인근 남해대교 아래에 정박하였다.

## 거북선 탐사
현재 경상남도청과 21세기 이순신 연구회에서는 400여 년 전 칠천도 앞 바다에 수장된 것으로 여겨지는 거북선을 발굴하기 위해 몇 년째 지속적인 탐사 작업을 진행해오고 있으나 근처에 양식장이 있어 주민들의 생업에 지장을 줄 수 있다는 이유와 막대한 탐사 비용, 탐사 장비의 부족, 정확한 위치 추정 불가능 등 여러 이유로 탐사 작업이 난관에 부딪혔다. 이후 한 고등학생에 의해 거북선 탐사 비용 모금 운동이 진행되어 언론에도 널리 알려져 수많은 네티즌들이 모금 운동에 동참하였으나, 거북선의 발굴 가능성을 두고 거의 대부분이 회의하는 반응을 보였고, 운동이 원활하게 진행되지 못했다. 그러나 거북선 탐사를 추진하는 단체들은 여전히 "단 1%의 가능성이 존재한다면 결코 포기하지 않을 것이다."라는 슬로건을 내걸고 계속해서 거북선 탐사를 진행하고 있다. 

## 같이 보기
- 이순신
- 이당 (조선의 무신)
- 나대용
- 판옥선
- 현무
- 메구라부네(盲船) - 임진왜란 후 거북선의 영향을 받아 만들어진 일본측의 군함
- 대한민국 해군 제7기동전단 - 부대마크 한 가운데 거북선이 그려져 있다.

## 참고 자료
- 〈거북선〉, 해군 사관학교 박물관
- 〈거북선 머리는 들락거렸다〉, 《역사 스페셜》, KBS, 1999.2.13.
- “거북선, 후대 이르러 변모”[깨진 링크(과거 내용 찾기)], 《동아일보》, 2008.6.2.